# Compagnons de Saint-Laurent

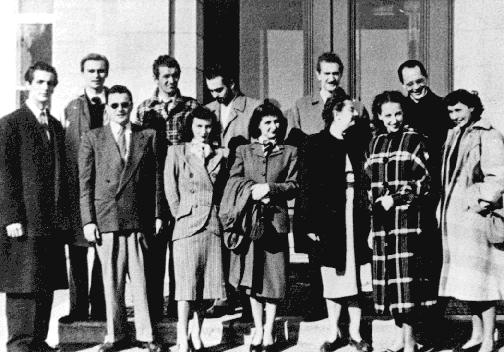
Les compagnons de Saint-Laurent en 1944. De gauche à droite : Jean Coutu, Bertrand Gagnon, Yves Vien, Félix Leclerc, Andrée Vien, Guy Provost, Hélène Loiselle, George Groux, Lucille Cousineau, Denise Vachon, le père Émile Legault, Thérèse Cadorette.

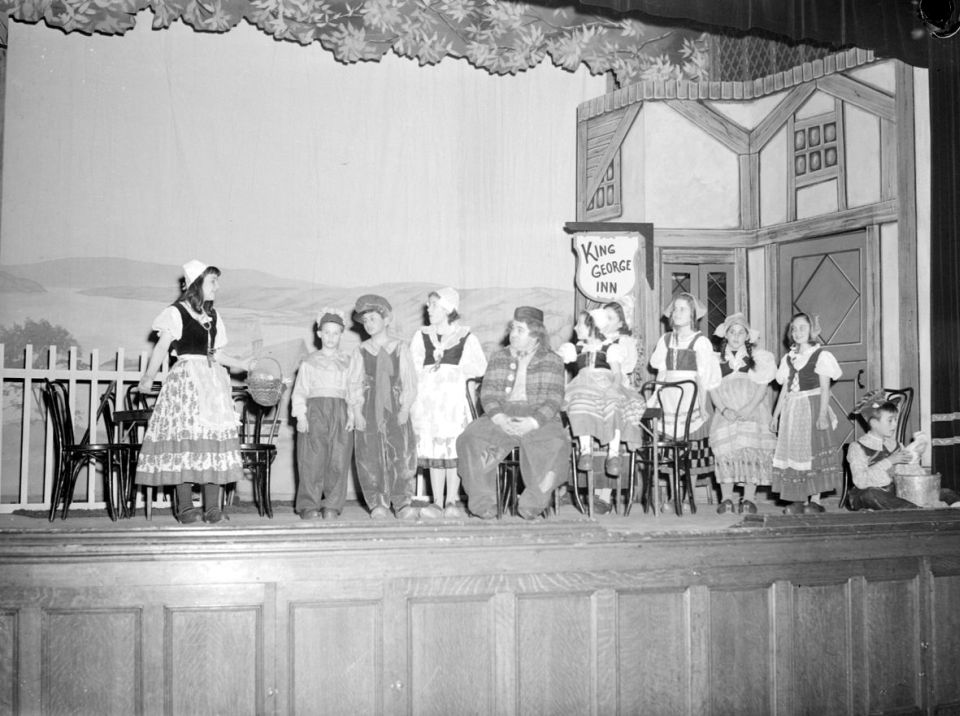
Des comédiens des Compagnons de Saint-Laurent lors d'une représentation théâtrale en mars 1945.

Les Compagnons de saint Laurent (ou Compagnons de Saint-Laurent) est une troupe de théâtre fondée en août 1937 au Collège de Saint-Laurent, à Ville Saint-Laurent, sous la direction du père Émile Legault, c.s.c., et grâce à l'insistance de Roger Varin, considéré comme le cofondateur.  Une bonne partie du financement de la troupe viendra au début du docteur Léonide François (dit Bobby) Lavigne, père de François Lavigne un des membres originaux de la troupe.  Le docteur Lavigne est aussi considéré comme cofondateur de la troupe.  Bien que son père n'acceptera jamais que son fils choisisse le métier de comédien (et le déshéritera d'ailleurs pour cette raison), il fournit tout de même une aide financière considérable à la troupe.  Entre autres, il achètera la propriété et la ferme qui serviront pour un temps de lieu de répétition pour la troupe.  Selon François Lavigne (1914-1989), l'édifice était froid et difficile à chauffer l'hiver et les membres de la troupe n'aimaient pas particulièrement ces conditions.  Le docteur Lavigne vendra éventuellement la propriété, qui détient la distinction d'avoir été achetée plus tard par Félix Leclerc qui en fera son domicile.  Cette propriété est maintenant patrimoine québécois.  Lors des obsèques de Lavigne à Montréal en 1989, ce sera le frère du père Émile Legault qui prononcera le discours. 
Bien qu'à ses débuts, la troupe privilégie le principe de spectacles à caractère strictement religieux, elle adopte un caractère beaucoup plus national par la suite.  La troupe traversera le Québec et sera, pour bien des gens, la première expérience théâtrale de leur vie.  Pour ce faire, la troupe devra souvent donner des spectacles dans des lieux qui, il faut le dire, ne ressemblent pas tellement à des salles, tels des postes de pompiers.  Les Compagnons ont la distinction d'avoir apporté une nouvelle dimension culturelle à l'ensemble du Québec, brisant le monopole détenu par Montréal jusqu'alors.
Les spectacles des Compagnons de Saint-Laurent sont bien reçus par la critique et le public. La troupe remporte le trophée Bessborough de la meilleure troupe de théâtre au Canada, affirmant la vocation culturelle du collège ; elle doit déménager à plusieurs reprises dans des salles toujours plus grandes afin d’accommoder des auditoires de plus en plus nombreux et des productions de plus grande ampleur. La troupe se produit au Collège de Saint-Laurent (1938-1942) puis à L'Ermitage (1942-1945), au Gesù (1945-1948) et enfin au Théâtre des Compagnons (1948-1952),,.
Au cours des quinze années de son existence (1937 à 1952), la troupe des Compagnons de saint Laurent a vu évoluer plus de cinquante comédiens, dont quelques grands noms de la scène artistique québécoise : Georges Groulx, Jean Coutu, Jean-Louis Roux, Félix Leclerc, Jean Duceppe, Thérèse Cadorette, Lionel Villeneuve, Jacques Létourneau, Bertrand Gagnon, Gabriel Gascon, Charlotte Boisjoli, Hélène Loiselle, Jean Gascon, François Lavigne, Guy Provost et Jean-Pierre Masson.

## Honneur et reconnaissance
- Le Parc des Compagnons-de-Saint-Laurent a été inauguré sur le Plateau Mont-Royal (Montréal) le 20 novembre 1996. Il est situé sur l'Avenue du Mont-Royal, entre les rues Bordeaux et Cartier.

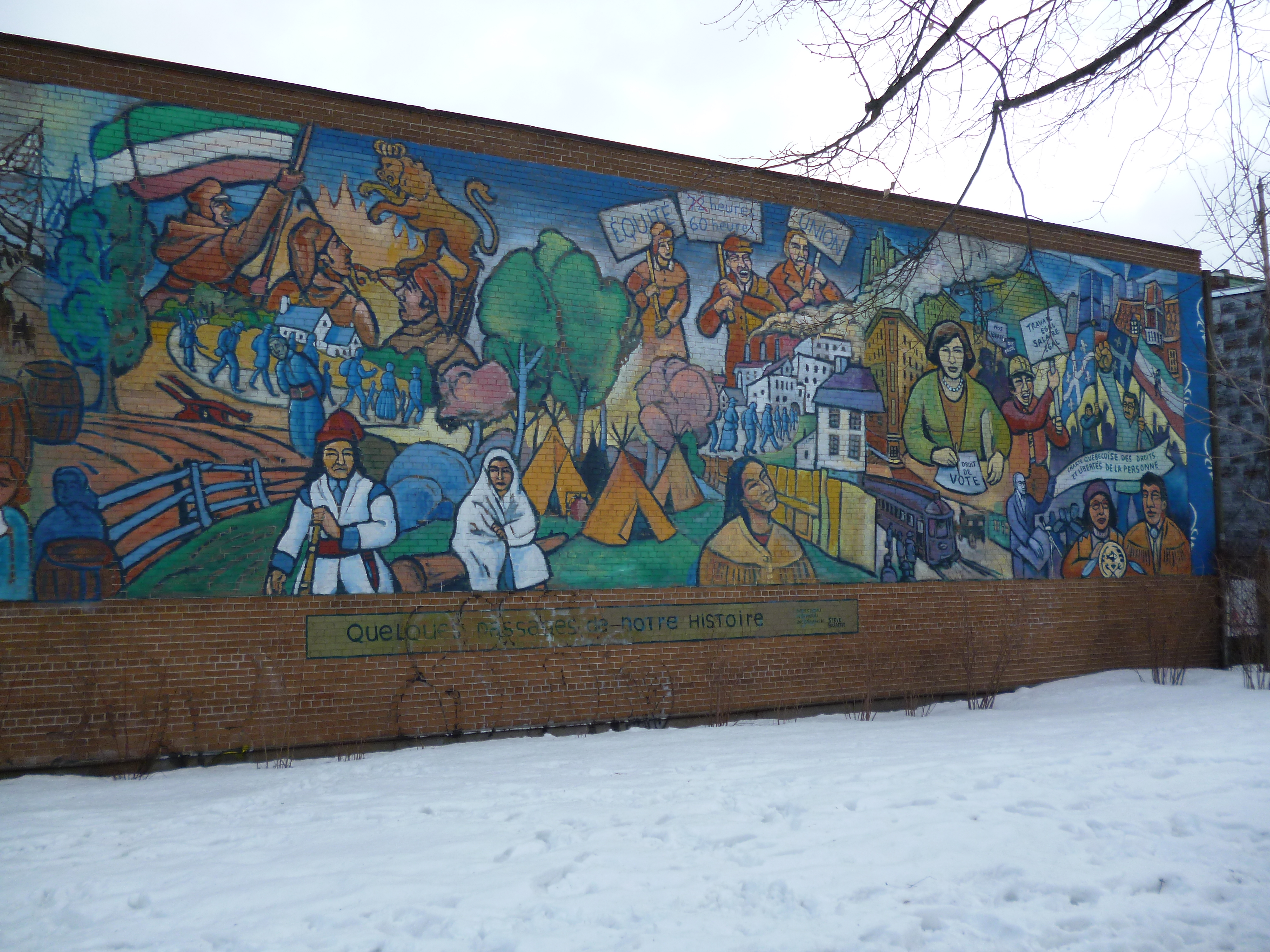
Fresque située au niveau du parc Compagnons de Saint-Laurent, en février 2014.

- En 1997, Jean-Claude Labrecque réalise le film L'Aventure des Compagnons de Saint Laurent, documentaire sur l'histoire et l'impact de cette troupe et le travail du père Émile Legault. Office national du film du Canada
- Trophée Bessborough[8]